# Maria-Königin-Kirche (Mannheim)

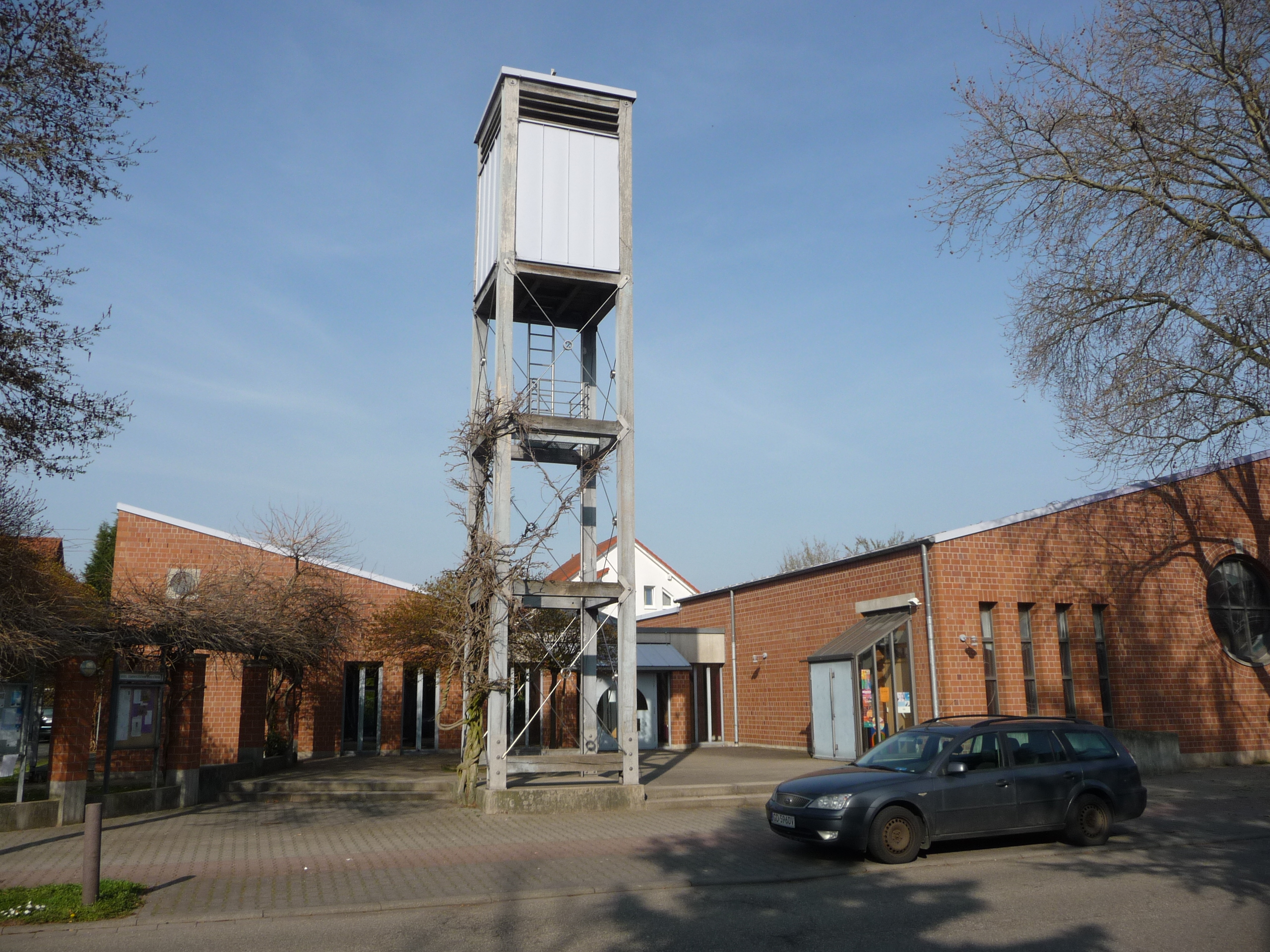
Glockenturm und Maria-Königin-Kirche

Die Maria-Königin-Kirche ist eine katholische Kirche im Mannheimer Stadtteil Neuhermsheim. Sie wurde zwischen 1989 und 1991 nach den Plänen von Werner Wolf-Holzäpfel und Ludwig Fleige errichtet.

## Geschichte
Hermsheim wurde erstmals 771 im Lorscher Codex genannt. Eine Kirche im Dorf fand im Jahr 826  in einem Tauschvertrag zwischen der Abtei Prüm und dem Kraichgauer Grafen Sigard Erwähnung. Wohl zu Beginn des 11. Jahrhunderts gelangte die unter dem Patronat des St. Martin stehende Kirche in den Besitz des Hochstifts Worms. Im 13. Jahrhundert gaben die Hermsheimer vermutlich wegen Überschwemmung ihr Dorf auf und zogen nach Neckarau, wo die Pfarrpfründen erhalten blieben. Im 18. Jahrhundert konnte der Neckarauer Pfarrer vor dem pfälzischen Hofgericht nachweisen, dass deshalb die Kirchenbaupflicht bei den Zehntnehmern Domkapitel Worms, Domkapitel Speyer sowie der kurpfälzischen Hofkammer lag und so den Bau der St.-Jakobus-Kirche durchsetzen. Die alte Hermsheimer Kirche wurde bis 1403 urkundlich erwähnt und noch im 18. Jahrhundert waren ihre Trümmer vorhanden. Der Gewannname „Bei der (Hermsheimer) Kirche“ erinnerte bis ins 20. Jahrhundert an ihren Standort südlich des Mannheimer Autobahnkreuzes.
Die neuzeitliche Bebauung und damit das Entstehen des Stadtteils Neuhermsheim begann ab 1930. Für die katholischen Einwohner der nach dem Zweiten Weltkrieg rund 1.000 Einwohner zählenden Siedlung war die Neuostheimer Kirche St. Pius zuständig. Aufgrund der räumlichen Distanz wurde in Neuhermsheim 1959 eine ehemalige Baracke des Reichsarbeitsdienstes aufgestellt, die bis April 1989 als Maria-Königin-Kapelle genutzt wurde. Die Renovierungsbedürftigkeit des Provisoriums sowie der Beschluss des Mannheimer Gemeinderats, Neuhermsheim mit einem großen Neubaugebiet nach Osten zu erweitern, führten zu dem Entschluss, ein Gemeindezentrum mit Kirche zu bauen. Nach zweijähriger Bauzeit wurde die Maria-Königin-Kirche am 15. September 1991 von Erzbischof Oskar Saier geweiht. 2004 schlossen sich die Gemeinden St. Pius, St. Peter und Heilig-Geist zur Seelsorgeeinheit „Am Luisenpark“ zusammen.

## Beschreibung

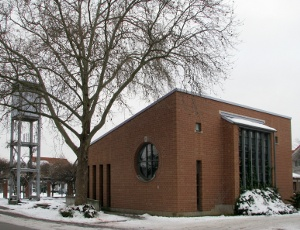
Ansicht von Südosten

Das Gemeindezentrum mit der Maria-Königin-Kirche steht im Zentrum der alten Wohnbebauung Neuhermsheims. An der Straße ist der freistehende Glockenturm mit seinen Trägern aus Eichenholz platziert. Die Pultdächer der um einen Lichthof gruppierten Gebäude mit markanten roten Ziegelsteinwänden sind einander zugeneigt. Ihre Höhe orientiert sich an den schlichten Siedlungshäusern. Zwei große Rundfenster markieren die Kirche von außen.
Im Innenraum stützen sichtbar belassene Dachbinder aus Holz das Dach. Die geknickten Kirchenbänke sind um den Altar gruppiert. Er ist aus weißem Carraramarmor und stammt wie Ambo, Tabernakel, Ewiges Licht und Apostelleuchter vom Bildhauer Bernd Stöcker. Die Fenster gestaltete der Glasmaler Raphael Seitz. Das größte Hauptfenster hat das „Mahl am See“ zum Thema. Die Pfeifenorgel von Michael Becker Orgelbau wurde 2001 aufgestellt. Der BDA Baden-Württemberg verlieh dem Bauwerk die „Auszeichnung guter Bauten“.